# Tarzana Challenger 2005
Il Tarzana Challenger 2005 è stato un torneo di tennis facente parte della categoria ATP Challenger Series nell'ambito dell'ATP Challenger Series 2005. Il torneo si è giocato a Tarzana negli Stati Uniti dal 18 al 24 luglio 2005 su campi in cemento.

## Vincitori

### Singolare
Alex Bogomolov Jr. ha battuto in finale  Thiago Alves con il punteggio di 6–3, 6–2

### Doppio
Alex Bogomolov Jr. /  Travis Rettenmaier hanno battuto in finale  Nathan Healey /  Robert Smeets con il punteggio di 6(3)–7, 7–6(7), 6–3